# A884 road
Die A884 road ist eine A-Straße in den schottischen Council Areas Highland und Argyll and Bute. Sie erschließt in der dünnbesiedelten Region am Westufer von Loch Linnhe südwestlich von Fort William von der A861 abzweigend die Halbinsel Morvern und stellt eine Verbindung zur Isle of Mull her, auf der sie auch endet. Die Straße besteht aus zwei Abschnitten, die durch die Fährverbindung über den Sound of Mull zwischen Lochaline und Fishnish verbunden sind.

## Verlauf
Die Straße beginnt an der Abzweigung von der A861 bei der Carnoch Bridge im Glen Tarbert östlich von Strontian. Sie verläuft zunächst entlang des Südufers von Loch Sunart, einem Sea Loch, das Morvern von Sunart und Ardnamurchan trennt, nach Westen. Bei Liddesdale, wo eine kleine Nebenstraße zu einigen Einzelsiedlungen am Ufer von Loch Sunart abzweigt, wendet sich die Straße nach Südwesten. Sie durchquert das weitgehend unbewohnte Landesinnere von Morvern. Die nach einigen Kilometern nach Osten abzweigende B8043 führt an das Westufer von Loch Linnhe.

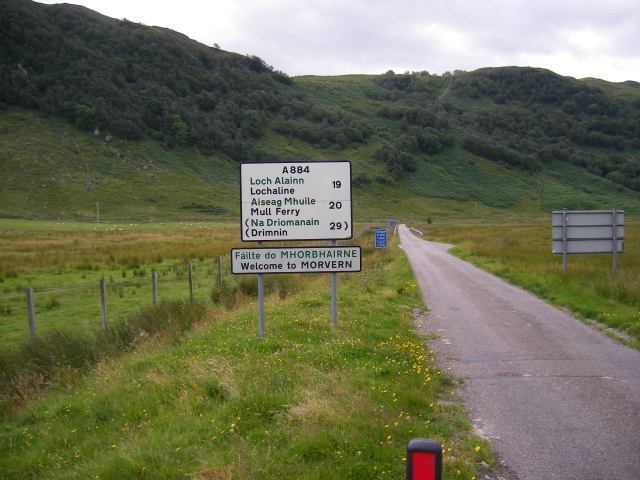
Straßenschild der A884 am Abzweig von der A861 bei Carnoch Bridge

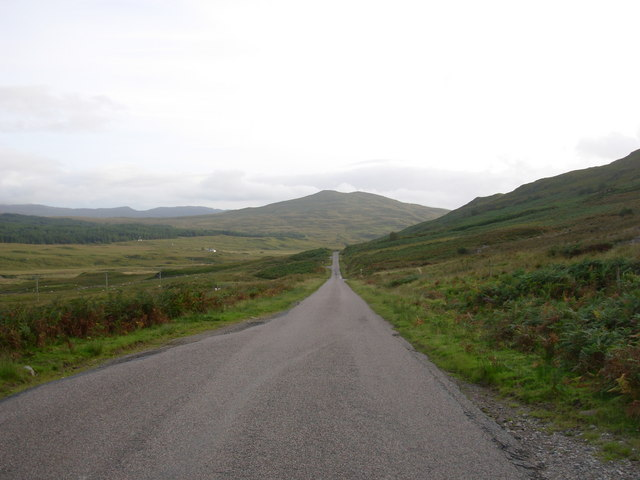
Abschnitt der A884 als Single track road im Inneren von Morvern

Im weiteren Verlauf passiert die A884 nur einzelne Häuser und führt durch unbewohnte Heide- und Moorlandschaften. Bei Claggan zweigt eine Erschließungsstraße nach Westen zu den kleinen Ansiedlungen an den Ufern von Loch Arienas und Loch Teacuis ab. Nach Osten zweigt bei Larachbeg eine Erschließungsstraße nach Ardtornish House ab, über die Kinlochaline Castle und Ardtornish Castle erreicht werden können. Südlich des Abzweigs erreicht die A884 das Ufer von Loch Aline, einem Seitenarm des Sound of Mull, der die Isle of Mull von Morvern trennt. Am Westufer von Loch Aline führt die A884 weiter nach Lochaline, dem größten Ort von Morvern. Die dort abzweigende B849 erschließt den Westteil von Morvern. Im Ortszentrum verzweigt sich die A884. Während ein Ast zum Terminal der Fährverbindung nach Fishnish führt, verläuft der andere Ast entlang des Ufers weiter durch Lochaline bis zum alten Pier des Orts.
Der zweite Abschnitt der A884 beginnt im Fährterminal Fishnish und ist nur knapp 1,5 Kilometer lang. Er führt von Fishnish nach Süden, bis er bei Balmeanach auf die A849 trifft, die Hauptverbindungsstraße auf Mull, die entlang des Nordufers der Insel verläuft. Über die A849 bestehen Verbindungen nach Nordwesten bis zur Inselhauptstadt Tobermory und nach Südosten über Craignure bis nach Fionnphort, dem Fährhafen zur Insel Iona.
Insgesamt ist die A884 knapp 35 Kilometer lang, etwas mehr als 21 Meilen. Ihre heutige Länge weist sie erst seit Mitte der 1970er Jahre auf, als die Fährverbindung zwischen Lochaline und Fishnish durch Caledonian MacBrayne eingerichtet wurde. Zuvor endete sie am alten Pier in Lochaline, von dem früher Schiffsverbindungen nach Mull bestanden. Der Abschnitt von Fishnish bis zur Einmündung in die A849 wurde mit dem Bau des Fährterminals in Fishnish errichtet. Die A884 ist vollständig als Single track road mit Begegnungsstellen ausgeführt.